# Serieåret 1932

## Händelser

### Okänt datum
- I Sverige skapar Rudolf Petersson seriefiguren 91:an Karlsson.

## Pristagare
- Pulitzerpriset för "Editorial Cartooning": John T. McCutcheon, Chicago Tribune, för "A Wise Economist Asks a Question"

## Utgivning

### Album
- Tintin i Amerika[1]

## Födda
- 15 februari - Sanpei Shirato, japansk mangatecknare.
- 29 februari - Jaguar, brasiliansk serietecknare.
- 6 mars - Tatsuo Yoshida (död 1977), japansk mangatecknare och anime-pionjär.
- 5 maj - Stan Goldberg (död 2014), amerikansk serietecknare.
- 17 juli - Quino (död 2020), argentinsk serieskapare, känd för Mafalda.
- 20 juli - Dick Giordano (död 2010), amerikansk serietecknare.
- 17 augusti - Jean-Jacques Sempé (död 2022), fransk serieskapare.
- 19 augusti - Jacques Lob (död 1990), fransk serieförfattare.
- 24 augusti - Jim Aparo (död 2005), amerikansk serietecknare.
- 1 september - José Ortiz (död 2013), spansk serietecknare.
- 11 oktober - Sergio Toppi (död 2012), italiensk serieskapare.
- 30 november - Gérard Lauzier (död 2008), fransk regissör och manusförfattare.
- 2 december - Sergio Bonelli (död 2011), italiensk seriemanusförfattare och förläggare.

### Fotnoter
1. ↑  ”Tintin”. http://en.tintin.com/albums/show/id/27/page/0/0/tintin-in-america. Läst 12 mars 2011.